# Hrișcani, Botoșani
Hrișcani este un sat în comuna Vlădeni din județul Botoșani, Moldova, România.
Prima atestare apare în anul 1492, într-un documente semnat de Ștefan cel Mare la data de 17 Februarie 1942, la Suceava, care menționează: „...iar hotarul acelui sat a Mândreștilor pre Siret, dela Vlădeni, spre o movilă mică-piste muche, pi diasupra unii fântâni, în codru pân la Hrițcani...” 
Satul se regăsea și sub numele de Grișcanii.
 Acest articol despre o localitate din județul Botoșani este deocamdată un ciot. Puteți ajuta Wikipedia prin completarea lui.

1. ↑  Ignat, Mircea (1979), „Cercetări arheologice privind cultura dacilor din nordul Moldovei în sec. II — III e.n. Raport preliminar”, Materiale şi cercetări arheologice, 13 (1), pp. 159–160, doi:10.3406/mcarh.1979.1456, ISSN 0076-5147, accesat în 15 iulie 2024